# 朱利康素蒂宫
45°27′54.25″N 9°11′17.06″E / 45.4650694°N 9.1880722°E

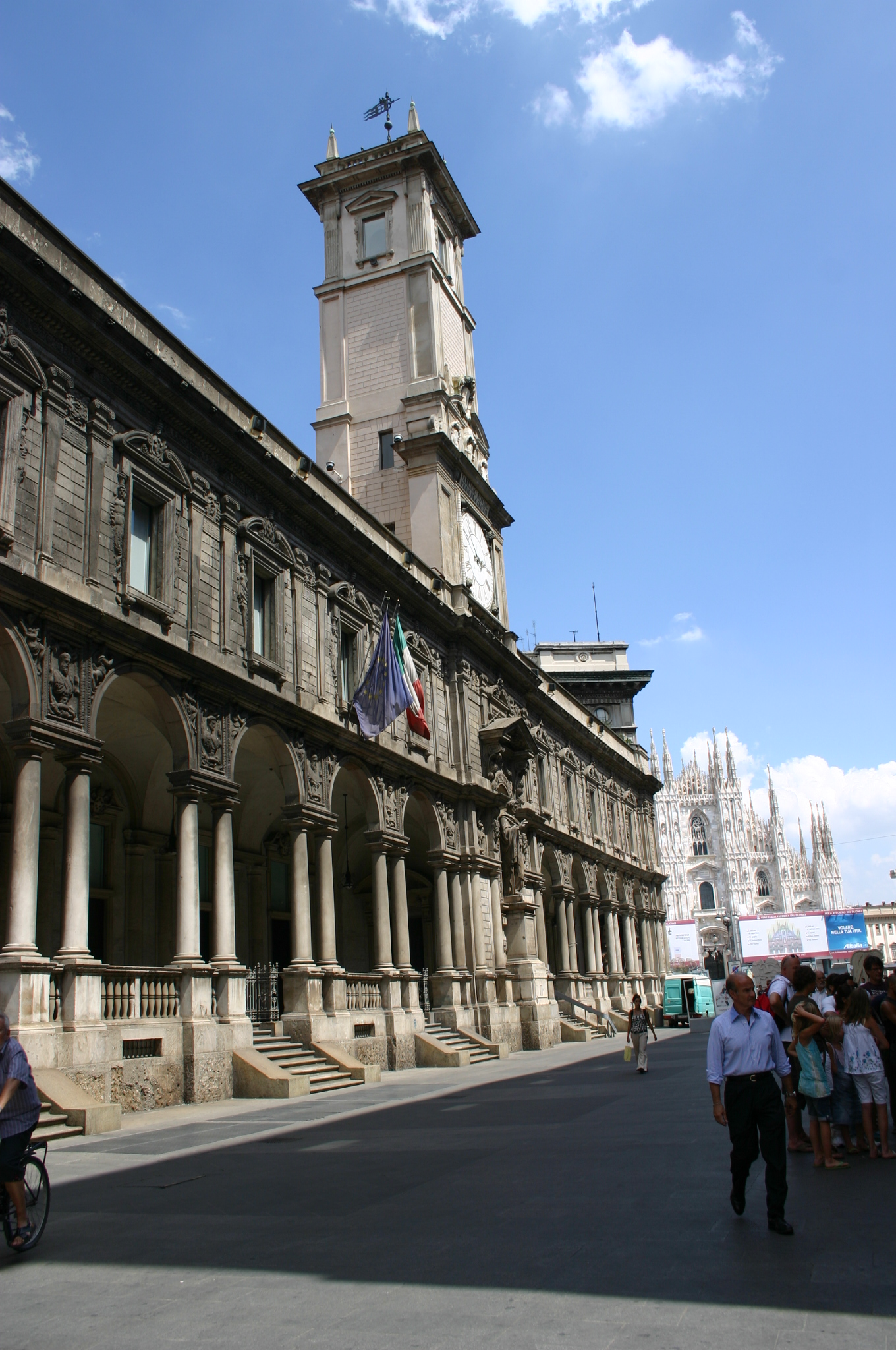
朱利康素蒂宫

朱利康素蒂宫（意大利语：Palazzo dei Giureconsulti）又名业务宫（Palazzo Affari），是意大利米兰的一座16世纪建筑，位于矩形的商人广场（中世纪米兰的中心广场）东侧。
该建筑始建于1562年，由建筑师Vincenzo Seregni设计，以取代被拆除的13世纪的旧建筑。旧塔楼被保留下来，用作新建筑的钟楼。建筑和装饰的整体风格属于风格主义。
该建筑最初为“贵族博士学院”（Collegio dei Nobili Dottori，培养政治家和律师的学校）的所在地。18世纪以后，这座建筑先后改为证券交易所、电报公司、米兰人民银行（Banca Popolare di Milano），自1911年改为商会，目前仍是商会的财产。
该建筑在第二次世界大战中遭轰炸而严重受损，在1980年代由Gianni Mezzanotte修复。在修复期间，该建筑配备了高科技的设备，以适应各种活动和会议，并采用“业务宫”的新名称，但在很大程度上仍然采用旧名称。